# Сахокия, Галуша Фёдорович
Галуша Фёдорович Сахокия (род. 1931, Цаленджиха, Грузинская ССР) — механик-водитель чаесборочной машины Цаленджихского чаеводческого совхоза Грузинской ССР. Герой Социалистического Труда (1980).

## Биография
Родился в 1931 году в селе Цаленджиха (с 1964 года — город, сегодня — административный центр Цаленджихского муниципалитета). После окончания школы в родном селе трудился в чаеводческой бригаде местного колхоза (позднее — совхоз «Цаленджихский»). Окончил курсы механизации, с начала 1960-х годов трудился на водителем на чаесборочной машине ЧСН — 1,6 «Сакартвело».
Звено под его руководством в годы Десятой пятилетки (1976—1980) ежегодно собирало до ста тонн чайного листа и досрочно завершило в 1979 году коллективное социалистическое обязательство и плановые задания этой пятилетки. Указом Президиума Верховного Совета СССР от 7 марта 1980 года удостоен звания Героя Социалистического Труда за «выдающиеся успехи, достигнутые во Всесоюзном социалистическом соревновании, проявленную трудовую доблесть в выполнении планов и социалистических обязательств по увеличению производства и продажи государству зерна, чайного листа, винограда и других продуктов земледелия в 1979 году» с вручением ордена Ленина и золотой медали «Серп и Молот» (№ 19296).
Неоднократно участвовал в работе Всесоюзной выставке ВДНХ.
После выхода на пенсию проживал в родном городе Цаленджиха.
Награды
- Герой Социалистического Труда
- Орден Ленина
- Орден «Знак Почёта»
- Медали ВДНХ, в том числе Золотая медаль ВДНХ